# 八闽通志
《八闽通志》是一部记述福建八府的明代地理志书。共八十七卷。编纂者为明代的陈道、黄仲昭。该书开始编纂明成化二十年（1484），弘治二年（1489）成书。是福建省第一部省志。
编者黄仲昭名潜，号未轩，以字行，莆田人。成化进士。

## 内容
全书仿《大明一统志》，分十八个门类，四十二目，如地理、食货、秩官、学校、选举、坛庙、恤政、宫室、丘墓、古迹、传记诸类。该书尤详于食货、传记。每类均合八府一州之事，以县为单位，条理分明，便于查检。

## 版本
原刊于弘治三年（1490）的《八闽通志》，称为“原刊本”。而在刊印之后，该书又进行了修改，修改本称“递修本”。均十分罕见。其中仅北京图书馆及湖南师范大学图书馆藏有完整的原刊本，而递修本国内未见，美国国会图书馆及日本内阁图书馆有残卷。